# Vera Tuta
Vera Tuta, slovenska slavistka in kulturna delavka, * 25. junij 1947, Tolmin.

## Življenje in delo
Vera Tuta se je rodila v Tolminu, a že istega leta se je družina preselila v Gorico. Njena mati je bila kulturna delavka Marica Šorli (1913-1975), sestra učiteljice in pesnice Ljubke Šorli, njen oče pa je bil časnikar Venceslav Tuta (Slavko Tuta) (1908-1980).Leta 1950 so se preselili v Sesljan pri Trstu, tako je slovenske osnovne šole obiskovala v Sesljanu, nižjo srednjo šolo pri Sv. Jakobu v Trstu in slovenski klasični licej v Trstu, kjer je maturirala leta 1965. Nato se je vpisala na Univerzo v Trstu, kjer je bila tri leta na fakulteti za moderne jezike (Lettere Moderne), zadnje dve leti pa je zaključila na Univerzi v Padovi, kjer je sledila lekcijam prof. Martina Jevnikarja in imela kot glavni predmet slovenščino. Diplomirala je leta 1970 s prvo diplomsko nalogo napisano v slovenščini v italijanskem šolskem sistemu in sicer z naslovom Podoba duhovnika v delih Ivana Preglja (Una figura tipica nell'opera di I. Pregelj: il parroco di campagna) . Leta 1973 je opravila državno habilitacijo za poučevanje, a je že od leta 1970 poučevala kot redna profesorica literarne predmete (slovenščino in latinščino ter zgodovino, zemljepis in državljansko vzgojo) na raznih slovenskih nižjih srednjih šolah po Tržaškem: Rojan (šolsko leto 1970 - 71), Nabrežina (š. l. 1971 - 72), Prosek (med leti 1972 - 79), Nabrežina (med leti 1979 - 1986). Leta 1972 se je omožila z glasbenikom Jankom Banom. Ob didaktičnem delu je na šolah urejala šolske knjižnice, oblikovala razne prireditve in proslave, bila je mentor in urednik šolskega glasila Jadro v Nabrežini, bila je med organizatorji Tekmovanja za bralno značko na Tržaškem in tudi Tekmovanja v znanju materinščine za Cankarjevo priznanje, vodila je gledališki krožek na slovenski osnovni šoli v Devinu . Upokojila se je leta 1986, da bi lahko lažje delovala v slovenskih kulturnih in političnih krogih.
Že od leta 1964 dalje je aktivna v skavtskem gibanju (najprej STS - Slovenske tržaške skavtinje, nato SZSO - Slovenska zamejska skavtska organizacija); ustanovila in vodila je razne skupine, bila je tudi med ustanovitelji skavtskega glasila Jambor leta 1971, v katerega je več let tudi pisala. Imela je mnoga predavanja za voditelje: o skavtskem načinu vodenja skupin, o skavtizmu med tržaško mladino, o idejni usmeritvi slovenskega tržaškega skavtizma, o skavtski osebnosti ipd. Bila je tudi več let načelnica ženske veje tržaške skavtske organizacije.
Vera Tuta Ban je bila leta 1984 med pobudniki, ki so oživili delovanje Slavističnega društva v Trstu in nato za celih 30 let tudi tajnica društva: poleg organizacijskega dela je bila tudi urednica Biltena Slavističnega društva, ki izhaja periodično od leta 1988 dalje kot informativno glasilo slavistov v Trstu, Gorici in Vidmu. Od leta 2018 je častni član Zveze društev Slavistično društvo Slovenije .
Ukvarja se z jezikovnimi vprašanji in še posebej z didaktiko jezika, na tečajih po raznih društvih poučuje slovenščino kot drugi jezik, imela je občinske tečaje v Sesljanu in Nabrežini za odrasle ter krožek za slovenski jezik na italijanski osnovni šoli v Nabrežini. V triletju 1986/89 je v slovenskih vrtcih devinsko-nabrežinske občine opravila raziskavo o razvoju govora dvojezičnih otrok in je bila konzulent za jezik in didaktiko jezika. Od leta 1987 je sodelovala pri petletnem načrtu deželnega zavoda Furlanije - Julijske Krajine IRRSAE za izpopolnjevanje osnovnošolskih učiteljev v znanju materinščine. Kot publicistka sodeluje pri raznih zamejskih publikacijah: Zalivu , Jamboru (s skavtskim imenom Kresnica), Pastirčku, Primorskem dnevniku , Novem glasu , Koledarju Goriške Mohorjeve družbe  idr .
Politično sodeluje z edino slovensko stranko v Italiji Slovensko skupnostjo in je na občinskih volitvah leta 1990 kandidirala na listi Slovenske skupnosti (SSk) ter bila izvoljena v občinski svet devinsko-nabrežinske občine.
Vera Tuta Ban je zelo dejavna tudi na področju župnije, kjer je bila ob ustanovitvi samostojne župnije v Sesljanu leta 1986 izvoljena v pastoralni svet sv. Frančiška Asiškega ter imenovana v Upravni svet iste župnije. Tu je tudi kot organistka pri slovenskem bogoslužju in večkrat skrbi za cerkveni pevski zbor. Večkrat je sodelovala na strokovnih tečajih za organiste, ki jih prireja Zveza cerkvenih pevskih zborov Trst.